# Leptonychia
Leptonychia est un genre de plantes appartenant à la famille des Malvaceae. 
Genre
Synonymes
- Leptonychiopsis Ridl.[2]

## Liste d'espèces
Selon Catalogue of Life (24 juillet 2017) :
- Leptonychia adolfi-frederici Engl. & K. Krause
- Leptonychia bampsii Germain
- Leptonychia banahaensis (Elm.) Merr.
- Leptonychia batangensis (C. H. Wright) Burr.
- Leptonychia brieyi Germain
- Leptonychia caudata (Wall. ex G. Don) Burret
- Leptonychia chrysocarpa K. Schum.
- Leptonychia densivenia Engl. & K. Krause.
- Leptonychia devillei Germ.
- Leptonychia dewildei Germ.
- Leptonychia echinocarpa K. Schum.
- Leptonychia fernandopoana Engl. & K. Krause ex Mildbr.
- Leptonychia kamerunensis Engl. & K.Krause
- Leptonychia lanceolata Mast.
- Leptonychia lasiogyne K. Schum.
- Leptonychia ledermannii Engl. & K.Krause
- Leptonychia lokundjensis Engl. & K.Schum.
- Leptonychia longicuspidata Engl. & K.Krause
- Leptonychia macrantha K. Schum.
- Leptonychia mayumbensis Germain
- Leptonychia melanocarpa Germain
- Leptonychia mildbraedii Engl.
- Leptonychia molundensis Engl. & K.Krause
- Leptonychia montana Engl. & K.Krause
- Leptonychia multiflora K. Schum.
- Leptonychia occidentalis Keay
- Leptonychia pallida K. Schum.
- Leptonychia pallidiflora Engl. & K.Schum.
- Leptonychia parviflora (Ridl.) J.F. Veldkamp & R.C.H. Flipphi
- Leptonychia pubescens Keay
- Leptonychia semlikensis Engl.
- Leptonychia subtomentosa K. Schum.
- Leptonychia tenuipes Engl. & Krause
- Leptonychia tessmannii Engl.
- Leptonychia tokana Germain
- Leptonychia urophylla Welw. ex Mast.
- Leptonychia usambarensis K.Schum.
- Leptonychia wagemansii Germain
- Leptonychia youngii Exell & Mendonca

Selon NCBI (24 juillet 2017) :
- Leptonychia echinocarpa
- Leptonychia pallida
- Leptonychia usambarensis

Selon The Plant List (24 juillet 2017) :
- Leptonychia adolfi-friederici Engl. & K. Krause
- Leptonychia bampsii Germ.
- Leptonychia batangensis (C.H.Wright) Burret
- Leptonychia brieyi R. Germ.
- Leptonychia chrysocarpa K.Schum.
- Leptonychia densivenia Engl. & K. Krause
- Leptonychia devillei R. Germ.
- Leptonychia dewildei R. Germ.
- Leptonychia echinocarpa K.Schum.
- Leptonychia fernandopoana Engl. & K. Krause ex Mildbr.
- Leptonychia lanceolata Mast.
- Leptonychia lasiogyne K.Schum.
- Leptonychia macrantha K.Schum.
- Leptonychia mayumbensis R. Germ.
- Leptonychia melanocarpa R. Germ.
- Leptonychia mildbraedii Engl.
- Leptonychia multiflora K.Schum.
- Leptonychia occidentalis Keay
- Leptonychia pallida K. Schum.
- Leptonychia pubescens Keay
- Leptonychia semlikiensis Engl.
- Leptonychia tokana Germ.
- Leptonychia urophylla Welw. ex Mast.
- Leptonychia usambarensis K. Schum.
- Leptonychia wagemansii R. Germ.
- Leptonychia youngii Exell & Mendonça

Selon Tropicos (24 juillet 2017) (Attention liste brute contenant possiblement des synonymes) :
- Leptonychia acuminata Mast.
- Leptonychia adolfi-friederici Engl. & K. Krause
- Leptonychia bampsii R. Germ.
- Leptonychia banahaensis (Elmer) Merr.
- Leptonychia batangensis (C.H. Wright) Burret
- Leptonychia brieyi R. Germ.
- Leptonychia caudata
- Leptonychia chrysocarpa K. Schum.
- Leptonychia densivenia Engl. & K. Krause
- Leptonychia devillei R. Germ.
- Leptonychia dewildei R. Germ.
- Leptonychia echinocarpa K. Schum.
- Leptonychia fernandopoana Engl. & K. Krause ex Mildbr.
- Leptonychia glabra Turcz.
- Leptonychia heteroclita Kurz
- Leptonychia lanceolata Mast.
- Leptonychia lasiogyne K. Schum.
- Leptonychia macrantha K. Schum.
- Leptonychia mayumbensis R. Germ.
- Leptonychia melanocarpa R. Germ.
- Leptonychia mildbraedii Engl.
- Leptonychia moacurroides Bedd.
- Leptonychia multiflora K. Schum.
- Leptonychia occidentalis Keay
- Leptonychia pallida K. Schum.
- Leptonychia pubescens Keay
- Leptonychia semlikiensis Engl.
- Leptonychia subtomentosa K. Schum.
- Leptonychia tessmannii Engl.
- Leptonychia tokana R. Germ.
- Leptonychia urophylla Hutch. & Dalziel
- Leptonychia usambarensis K. Schum.
- Leptonychia wagemansii R. Germ.
- Leptonychia youngii Exell & Mendonça